# 成田市立玉造小学校
成田市立玉造小学校（なりたしりつ たまつくりしょうがっこう）は、千葉県成田市玉造三丁目一番地にある公立小学校。

## 概要
本校の学区は、成田ニュータウンの玉造地区の１丁目から４丁目、そして、公津地区のうち八代と船形の一部から構成されている。

## 沿革
- 1981年（昭和56年）4月1日 - 成田市立吾妻小学校より分離。成田市立玉造小学校と称し開校。児童数375名、11 学級編制、職員数16名。
- 1982年（昭和57年）2月22日 - 屋内運動場竣工。
- 1982年（昭和57年）4月1日 - 15学級編制、職員数21名。
- 1984年（昭和59年）4月1日 - 22学級編制、職員数30名。
- 1985年（昭和60年）4月1日 - 本校より成田市立神宮寺小学校が分離開校（児童数163 名）。

## 学区
八代、玉造一丁目、玉造二丁目、玉造三丁目、玉造四丁目

## 進学
- 成田市立玉造中学校